# Рязанский концлагерь

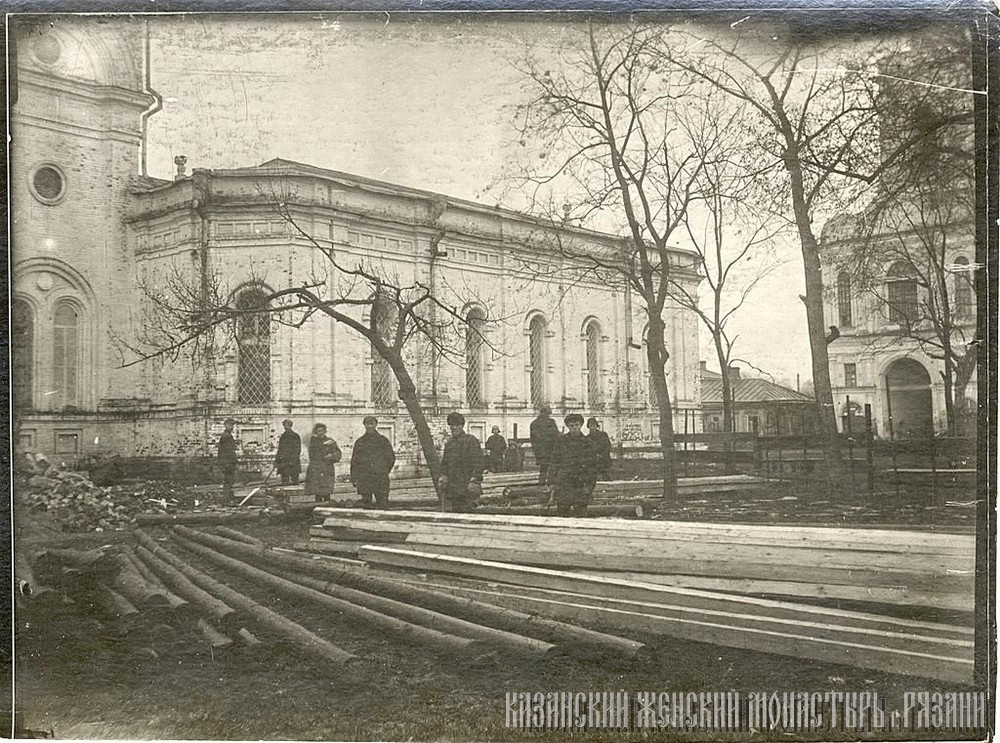
Заключенные за работой.

Рязанский губернский концлагерь, другие названия — Рязанский губернский концентрационный лагерь принудительных работ, Рязанский губернский лагерь принудительных работ, существовал в 1919—1923 гг. для содержания противников советской власти на территории закрытого Казанского Яковлевского женского монастыря.

## История
Лагерь был создан в начале 1919 г. Использовался в качестве места заключения для следующих категорий репрессированных:
- заложников (около 10 категорий, в том числе — «для выкупа»;
- «социально-чуждого элемента»;
- осужденных как контрреволюционеров (к.р.);
- «за антисоветскую пропаганду» (а.с.а.);
- взятых в плен участников крестьянских восстаний против большевиков;
- лиц, противившихся распоряжениям советской власти;
- уклоняющихся от насильственной мобилизации в Красную армию;Памятный знак узникам Рязанского концлагеря периода красного террора 1919-1923

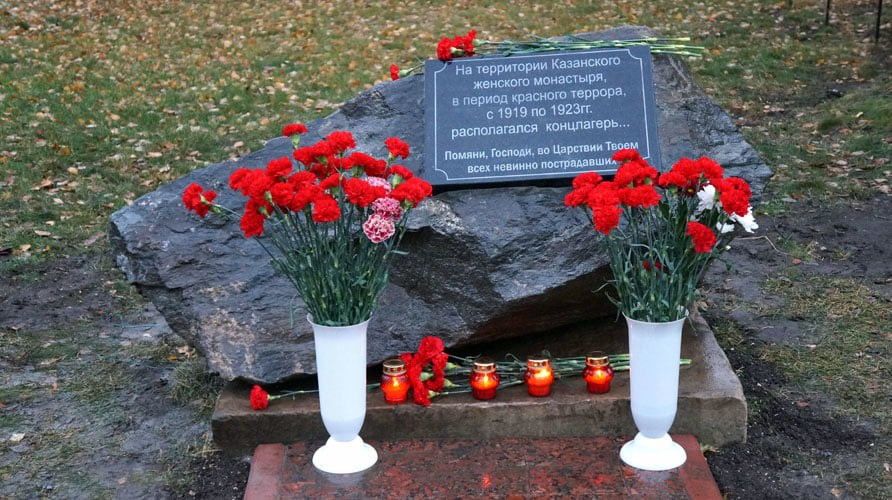
Памятный знак узникам Рязанского концлагеря периода красного террора 1919-1923

- для заключения некоторых категорий граждан, лишенных свободы без предъявления обвинения[1].

С середины 1919 года использовался также для военнопленных. В связи с его переполнением в 1920 г. в окрестностях Рязани было создано несколько дополнительных лагерей.
Одновременно в лагере находилось от 900 до 6000 заключённых. В целом через него прошло около 10 000 человек.
30 ноября 2019 года у входа в Казанский храм одноимённого женского монастыря состоялось торжественное открытие и освящение Памятного знака узникам Рязанского Концлагеря (1919—1923).

## Условия содержания
Кормили в концлагере таким образом: полфунта хлеба (плюс еще полфунта выполняющим норму), утром и вечером кипяток, среди дня ֊ черпак баланды (в нем - несколько десятков зерен и картофельные очистки).
В жилых помещениях было холодно, они не отапливались. Армяне стремились спастись от рязанских морозов при помощи зажженных на территории лагеря костров. 
В более худшем положении оказались те заключенные офицеры армянской армии, которые должны были заниматься поддержанием санитарного состояния города. Им приходилось постоянно работать на открытом воздухе, где температура иной раз понижалась до минус 15-20 градусов. Не имея теплой одежды, южане быстро выходили из строя. Насморк, а порой и грипп сопровождали их на каждом шагу, не говоря уже о более серьезных заболеваниях, и многие оказывались на больничной койке. По сообщению коменданта лагеря Карасева, только за март 1921 года 46 человек из заключенных офицеров армянской армии находились в лазарете в течение десяти-пятнадцати дней

## Известные узники
- Назарбеков, Фома Иванович
- Иванов Андрей Афанасьевич[6]